# Merencha
Merencha (geschrieben auch Mer-en-cha) ist in der ägyptischen Mythologie der Name des gewundenen Wasserlaufes, der im Land Ta-djeser die in der Duat liegenden Regionen Sechet-iaru, Sechet-hetep sowie Sechet-tjau umschließt. 
Merencha stellt als eine wahrscheinliche Gleichsetzung des Flammen- oder Messersees den Bereich der Wiedergeburt des Sonnengottes Re und der Verstorbenen dar. Aus einer Beischrift zu der Textpassage des Totenbuchs, die der Region Sechet-tjau in der Spätzeit den Namen gab, ist zu entnehmen, dass die Bewohner von Sechet-Iaru in der Lage sein können, wie Re am Gottesgeburtsplatz, einen Sonnenauf- und Sonnenuntergang zu vollziehen. 
Nach Befähigung kann der Verstorbene an der täglichen irdischen Fahrt des Sonnengottes teilhaben; gleichzeitig kann er sich nach seiner Wiedergeburt im Wasser von Merencha in der gesamten Duat wie auch auf der Erde frei bewegen.